# Obwód Podhajce Armii Krajowej
Obwód Podhajce  ZWZ – AK – terenowa struktura Inspektoratu Brzeżany Armii Krajowej. Kryptonimy: „Sobieski”, „45”, „Pustułka”, „Pelikan”
Organizacje podziemne na terenie obwodu rozpoczęto organizować w 1941. Pod koniec 1943 obwód dysponował 822 ludźmi. Nie utworzono tu dyspozycyjnych oddziałów bojowych Kedywu.

## Organizacja i obsada etatowa obwodu
Dowództwo
- Dowódcy obwodu:

podporucznik zawodowy (NN)
kpt. Marian Kollbek „Czop”, „Wicek”
sierż. Behan
ppor. rez. Władysław Bajdak „Nalot”
kpt. rez. sł. san. Roman Radnicki „Kemor”
- Zastępcy komendanta obwodu:

podchorąży (NN) – 1942
kpr. sł. st. art. Zbigniew Lis „Zosik” – od wiosny 1943
- referent WSK – Józefa Dąbrowska „Jadwiga”,
- szef wywiadu –  Skórki,
- szef kontrwywiadu – sierż. Władysław Wińczuk,
- szef łączność – sierż. Ludwik Dobrowolski „Szary”.

Kompanie (rejony)
- 1 kompania (krypt. „Pirat”) w Małowodach: kpr. pchor. Leon Zmora „Ster”, „Ordon”,
- 2 kompania (krypt. „Rakieta”) w Panowicach: chor. Paweł Rostkowski „Nałęcz”,
- 3 kompania (krypt. „Kormoran”) w Bekersdorf (Bekerowo): pchor. (lub ppor.) Józef Wojciechowski „Robak”,
- 4 kompania (krypt. „Bocian”) w Podhajcach: por(?). Kołakowski;
- 5 kompania (?) – plut. Wróblewski – obejmowała miejscowości nad Strypą.

W obwodzie działały też samodzielne plutony.

## Działalność UPA w obwodzie
Zamachy rozpoczęły się w końcu 1943. W listopadzie zamordowano proboszcza w Bokowie. W nocy z 15 na 16 stycznia UPA napadła na wieś Markowa. Siekierami, bagnetami i strzałami z broni palnej zamordowano ponad 30 Polaków, w tym proboszcza ks. Mikołaja Ferenca. W lutym ponownie napadnięto na Boków, mordując 40 osób, w tym kobiety i dzieci. 10 (lub 13) lutego  UPA uderzyła na Bieniawę. Zabito ponad 25 osób, w tym ks. Władysława Żygla. W nocy z 19 na 20 lutego uderzono na Sosnów. Mieszkańcy bronili się. Zginęło sześciu Polaków. 22 lutego napadnięto Złotniki i Burkanów. W napadzie  uczestniczyło około 100 ludzi. Napastnicy  przybyli na saniach ubrani w mundury niemieckie. W Burkanowie zginęło 15 Polaków, a w Złotnikach – 72. Z pogromu uratował się ks. Ignacy Tokarczuk, późniejszy arcybiskup przemyski. Mający swoją siedzibę oddział UPA w Uwsiu, uprowadził z Rosochowaćca 15 mężczyzn. Wszyscy po  torturach  zostali zamordowani. W marcu zamordowano dalszych kilkanaście osób.